# Mispila albosignata
Mispila albosignata là một loài bọ cánh cứng trong họ Cerambycidae.